# حميد محمد عقلان
حميد محمد يحيى عقلان (مواليد 25 أكتوبر 1969) طبيب وأكاديمي يمني. شغل منصب رئيس جامعة العلوم والتكنولوجيا من 2009 وحتى إعتقاله عام 2020.

## النشأة والتعليم
ولد حميد عقلان في 25 أكتوبر 1969 في محافظة الجوف، شرق اليمن. أكمل عقلان تعليمه الثانوي في صنعاء قبل ان يلتحق ببرنامج اللغة الإنجليزية في مدينة كامبريدج في بريطانيا عام 1987. حصل على منحة دراسية لدراسة الطب والجراحة في جامعة كارناتاك في الهند، وتخرج منها عام 1996. في أواخر عام 1997 التحق بجامعة العلوم والتكنولوجيا كمحاضر مساعد ثم حصل على منحة لإكمال دراسة درجة الماجستير في مصر. في عام 2000 حصل الدكتور عقلان على درجة الماجستير من جامعة العلوم والتكنولوجيا في اليمن في الأشعة. بعد خمس سنوات ، حصل على درجة الدكتوراه من جامعة قناة السويس في الأشعة التشخيصية. في عام 2008 حصل على دبلوم الدراسات العليا في القيادة وعلوم الإدارة للصحة الممول من قبل الوكالة الأمريكية للتنمية الدولية. عمل كرئيس لجامعة العلوم والتكنولوجيا منذ 2009 وحتى عام 2020.

## إعتقاله
في 26 يناير 2020 قامت جماعة الحوثي في صنعاء بإعتقاله وتعيين بديل عنه كرئيس لجامعة العلوم والتكنولوجيا، قبل أن يتم الإفراج عنه بعد حوالي عام من الإعتقال.